# Swashbuckle
A Swashbuckle nevű thrash/death metal együttes 2005-ben alakult meg a New Jersey állambeli Mercer megyében. A műfajukat humorosan "kalóz metalnak" is szokták hívni, ugyanis a tagjai általában kalóznak vannak öltözve, és a lemezborítóikon is ez az imázs látható. Dalaik során is sok kalóz hangeffektet használnak. Hasonló jellegű zenekar a többnemzetiségű Alestorm zenekar is. A Swashbuckle lemezeit a Nuclear Blast jelenteti meg. Nagy mértékben jellemző rájuk a humor használata is. Pályafutásuk alatt többször koncerteztek is, olyan nagy nevekkel, mint a Moonsorrow, Korpiklaani, Die Apokalyptischen Reiter, Vader, Warbringer, Dark Tranquillity stb.

## Tagok
- Patrick Henry ("Admiral Nobeard") - éneklés, basszusgitár (2005-)
- Justin Greczyn ("Commodore Redrum") - gitár, háttér-éneklés, billentyűk (2005-)
- Eric W. Brown ("Legendary Pirate King Eric "The" Brown") - dobok, ütős hangszerek (2011-)

### Korábbi tagok
- Mike Soganic ("Captain Crashride") - dobok, ütős hangszerek (2005-2010)
- Joe Potash ("Rowin' Joe Po") - gitár (2005-2006)
- Ryan Hemphill ("Cabinboy Arsewhipe") - billentyűk (2005)
- Paul Christiansen  ("Bootsmann Collins") - dobok, ütős hangszerek (2010-2011)

## Diszkográfia
- Crewed by the Damned (2005)
- Back to the Noose (2009)
- Crime Always Pays (2010)
- We Hate the Sea (EP, 2014)
- Dumb to Be Swashbuckle (EP, 2019)